# Robin and the 7 Hoods
Robin and the 7 Hoods (bra: Robin Hood de Chicago; prt: Os 7 Ladrões da Cidade) é um filme norte-americano de 1964, do gênero comédia músico-policial, dirigido por Gordon Douglas e estrelado por Frank Sinatra, Dean Martin e Sammy Davis, Jr..
Entre as várias canções compostas por Jimmy Van Heusen e Sammy Cahn, destaca-se "My Kind of Town", que entrou para o cânone de Sinatra e foi indicada ao Oscar.

## Sinopse
Big Jim é morto durante a festa de seu aniversário. Imediatamente, o rival Guy Gisbourne declara-se chefe dos gângsteres. Robbo, chefe da gangue do outro lado da cidade, está disposto a apoiar Guy, desde que este abandone seu território. Guy não aceita e quando Little John junta-se a Robbo, explode a guerra entre os dois bandos, o que resulta na destruição dos nightclubs de ambos os lados. Ao mesmo tempo, Marian, filha de Big Jim, oferece $ 50,000 a Robbo para que ele encontre quem matou seu pai. Robbo pede ao capanga Will que se livre do dinheiro, então Will o repassa a Allen A. Dale, diretor de um orfanato. Allen chama a imprensa e transforma Robbo em celebridade, o Robin Hood de Chicago. Robbo, apaixonado por Marian, manda ela abandonar a cidade depois que descobre que ela e Little John usam uma entidade filantrópica como fachada para falsificações. Marian, ao invés de cair fora, junta-se a Guy e propõe a ele liquidar tanto Robbo quanto Little Joe.

## Prêmios e indicações
| Lista de prêmios e indicações | Lista de prêmios e indicações                     | Lista de prêmios e indicações                    | Lista de prêmios e indicações |
| Premiação                     | Categoria                                         | Recipiente                                       | Resultado                     |
| ----------------------------- | ------------------------------------------------- | ------------------------------------------------ | ----------------------------- |
| Oscar 1965                    | Melhor canção original                            | "My Kind of Town" (James Van Heusen, Sammy Cahn) | Indicado                      |
| Oscar 1965                    | Melhor trilha sonora                              | Nelson Riddle                                    | Indicada                      |
| Grammy                        | Melhor trilha de canções originais - cinema ou TV | Nelson Riddle                                    | Indicada[carece de fontes?]   |
| Prêmio WGA                    | Melhor roteiro de filme musical                   | David R. Schwartz                                | Indicado[carece de fontes?]   |

## Elenco
| Ator/Atriz       | Personagem    |
| ---------------- | ------------- |
| Frank Sinatra    | Robbo         |
| Dean Martin      | Little John   |
| Sammy Davis, Jr. | Will          |
| Bing Crosby      | Allen A. Dale |
| Peter Falk       | Guy Gisborne  |
| Barbara Rush     | Marian        |
| Victor Buono     | Xerife Potts  |
| Hank Henry       | Six Seconds   |
| Robert Foulk     | Xerife Glick  |
| Allen Jenkins    | Vermin        |
| Jack La Rue      | Tomatoes      |
| Robert Carricart | Blue Jaw      |
| Joseph Ruskin    | Twitch        |
| Phil Arnold      | Hatrack       |
| Harry Swoger     | Soupmeat      |